# Spandau Ballet
Pour les articles homonymes, voir Spandau.
Spandau Ballet est un groupe de musique britannique du mouvement new wave formé en 1979 à Islington, dans le Grand Londres en Angleterre.
Le groupe s'est d'abord successivement appelé The Cut, The Makers, The Gentry pour finalement choisir Spandau Ballet. Initialement inspiré par un mélange de funk, jazz, rock et de synthétiseur, le groupe s'est adouci et fut considéré comme un pionnier du mouvement des Nouveaux Romantiques des années 1980.

## Historique

### Débuts
Gary Kemp et Steve Norman étaient des amis proches et ont tous deux fréquenté la même école dans le quartier londonien d'Islington. Très jeunes, ils envisagent de former un groupe. John Keeble et d'autres musiciens les rejoignent dans leur projet. En 1976, le groupe se forme sous le nom de The Cut.
À leurs débuts, ils se produisent dans les clubs londoniens, costumés et maquillés. À l'époque, ils fréquentent notamment Boy George, un rapprochement qui s'explique par leur appartenance commune aux Nouveaux Romantiques. Ils montent leur propre label, Re-formation, qui lui-même rejoint ensuite le label Chrysalis. Le groupe devient plus tard The Makers et ce n'est qu'à l'arrivée de Tony Hadley et, plus tard, de Martin Kemp que le groupe prend le nom de Spandau Ballet qui vient de leur ami et collaborateur Robert Elms, qui a déclaré l'avoir vu libellé sous forme de graffiti, à Berlin, dont Spandau est un quartier: "Rudolf Hess, tout seul, dansant le ballet de Spandau” (“Rudolf Hess, all alone, dancing the Spandau Ballet”), en référence au dauphin d'Adolf Hitler, enfermé jusqu'à son suicide, en 1987, dans la Prison de Spandau. Ils sortent en 1980 leur premier titre, To Cut a Long Story Short, qui est un succès immédiat dans le style new wave et pop synthétique (no 5 au Royaume-Uni).
Dans les années qui suivent, le groupe sort d'autres singles et albums dont le succès est variable tout en conservant cependant une bonne audience, que ce soit dans leur pays d'origine comme au niveau international.

### Consécration
Ils connaissent un succès mondial et la consécration au printemps 1983 avec leur album True, et la chanson titre qui en est extraite et qui se classe dans le Top 5 de plusieurs pays à travers le monde dont les États-Unis.
Fin 1984, leur album Parade et ses singles connaissent à nouveau le succès ; à la même époque, ils jouent sur le premier album du Band Aid et participent au concert Live Aid à Wembley en 1985.
Ils décrochent un autre succès notable, principalement en Europe et en Océanie, avec l'album Through the Barricades en 1986.

### Déclin et séparation
Le groupe se sépare en 1989 après le relatif échec de l'album Heart Like a Sky. Chaque membre s'est essayé à d'autres carrières (cinéma, carrières solos...) mais aucun n'a renoué avec le succès.

### Reformation
Le groupe se reforme en avril 2009. Le 25 septembre de la même année, le groupe annonce la sortie de son nouveau single Once More : c'est aussi le nom d'un nouvel album, qui sort le 19 octobre 2009 et entre à la septième place du classement britannique des meilleures ventes d'albums, le UK Albums Chart, le 25 de ce même mois. 

Les années qui suivent sont marquées par la sortie d'une nouvelle compilation ainsi que par des tournées dans son pays d'origine comme au niveau international, parfois accompagné d'autres formations des années 1980 comme Tears for Fears en 2010[source secondaire souhaitée].

## Formation
- Gary Kemp : textes, guitare
- Martin Kemp : basse
- John Keeble : batterie
- Tony Hadley : chant
- Steve Norman : guitare puis saxophone

## Discographie

### Albums studio
- 1981 : Journeys to Glory (no 5 au Royaume-Uni)
- 1982 : Diamond (no 15 au Royaume-Uni)
- 1983 : True (no 1 au Royaume-Uni, no 17 aux États-Unis)
- 1984 : Parade (no 2 au Royaume-Uni, no 50 aux États-Unis)
- 1986 : Through the Barricades (no 7 au Royaume-Uni)
- 1989 : Heart Like a Sky (no 31 au Royaume-Uni)
- 2009 : Once More

### Compilations et rééditions
- 1985 : The Singles Collection (no 3 au Royaume-Uni)
- 1991 : The Best Of Spandau Ballet (no 44 au Royaume-Uni)
- 2000 : Gold - The Best Of Spandau Ballet (no 7 au Royaume-Uni)
- 2009 : Once More (no 7 au Royaume-Uni) : 11 titres revisités et réenregistrés avec deux titres inédits : Once More et Love Is All.
- 2010 : Journeys to Glory : édition remasterisée incluant 11 titres bonus : remixes, live, faces B.
- 2010 : Diamond : édition remasterisée incluant 18 titres bonus : remixes, live, faces B.
- 2010 : True : édition remasterisée incluant 14 titres bonus : remixes, live et un DVD comprenant le concert Over Britain: Live at Sadlers Wells, May 1, 1983, les sessions BBC Performances 1982-1983 et un court documentaire.
- 2010 : Parade : édition remasterisée incluant 20 titres bonus remixés et un live, BBC in Concert, Wembley Arena - February 9, 1985.
- 2014 : The Story: The Very Best of Spandau Ballet
- 2020 : 40 Years - The Greatest Hits
- 2025 : Everything is Now: Vol 1 – The Early Years 1978-1982

### Singles
De Journeys to Glory :
- To Cut a Long Story Short (1980, no 5 au Royaume-Uni)
- The Freeze (1981, no 17 au Royaume-Uni)
- Musclebound (1981, no 10 au Royaume-Uni)

De Diamond :
- Chant no.1 (I Don't Need This Pressure On) (1981, no 3 au Royaume-Uni)
- Paint Me Down (1981, no 30 au Royaume-Uni)
- She Loved Like Diamond (no 49 au Royaume-Uni)
- Instinction (1982, no 10 au Royaume-Uni)

De True :
- Lifeline (1982, no 7 au Royaume-Uni)
- Communication (1983, no 12 au Royaume-Uni)
- True (1983, no 1 au Royaume-Uni, no 4 aux États-Unis)
- Gold (1983, no 2 au Royaume-Uni, no 29 aux États-Unis)

De Parade :
- Only When You Leave (1984, no 3 au Royaume-Uni, no 34 aux États-Unis)
- I'll Fly for You (1984, no 9 au Royaume-Uni)
- Highly Strung (1984, no 15 au Royaume-Uni)
- Round and Round (1985, no 18 au Royaume-Uni)

De Through the Barricades :
- Through the barricades (1986, no 6 au Royaume-Uni)
- Fight for Ourselves (1986, no 15 au Royaume-Uni)
- How Many Lies (1987 no 34 au Royaume-Uni)

De Heart Like a Sky :
- Raw (1988, no 47 au Royaume-Uni)
- Be Free with Your Love (1989, no 42 au Royaume-Uni)
- Empty Spaces (1989, no 94 au Royaume-Uni)
- Crashed into Love (1990, no 96 au Royaume-Uni)

De Once More :
- Once More (2009, no 82 au Royaume-Uni)